# Ludwig von Briesen
Christian Heinrich Louis Christoph „Ludwig“ von Briesen (* 14. Februar 1773 in Kreitzig; † 30. Oktober 1859 in Botenhagen) war ein preußischer Landrat.

## Leben

### Herkunft
Seine Eltern waren Johann (Hans) Christoph  von Briesen († 1774) und dessen Ehefrau Charlotte Henriette Friederike, geborene von Lockstedt.

### Werdegang
Briesen wurde im Mai 1808 als Nachfolger von Johann George Friedrich von Leckow Landrat des Kreises Schivelbein. In den Beginn seiner Amtszeit fiel die französische Besatzung mit ihren Einquartierungen und Kriegssteuern, dann die Befreiungskriege, so dass der Kreis schließlich völlig verschuldet war. 1816 wurde der Kreis Schivelbein im Rahmen der preußischen Verwaltungsreform von der Neumark in die Provinz Pommern umgegliedert. Briesen blieb Landrat bis 1830, ihm folgte im Amt Carl Freiherr von der Goltz.

### Familie
Er heiratete 1796 Karoline Wilhelmine Marie von Ludwig (1782–1857). Die Ehe wurde 1809 geschieden, sie heirateten aber 1813 erneut und wurden abermals 1818 geschieden. Das Paar hatte zwei Kinder:
- Wilhelmine  (1797–1878) ⚭ N.N. Brunst, Herr von Born
- Oskar (1814–1885) ⚭ Marie Charlotte Rosalie von Wedel (1813–1861)

Er heiratete danach Sabine, geborene von Mellenthin (1784–1861), geschiedene Lupold von der Osten (1776–1823). Ihr Sohn Louis Arthur von Briesen (1819–1896) wurde preußischer Generalleutnant.